# Anhiers
Anhiers est une commune française située dans le département du Nord, en région Hauts-de-France.

## Géographie

### Localisation
| Râches | Flines-lez-Raches | Flines-lez-Raches |
| Douai  | Anhiers           | Flines-lez-Raches |
| Douai  | Lallaing          | Lallaing          |

### Hydrographie

#### Réseau hydrographique
La commune est située dans le bassin Artois-Picardie. Elle est drainée par la Scarpe canalisée, la Raches Aval, le Bouchard, le Godion, le Marais des Six Villes, la dérivation de la Raches, la dérivation du Bouchard Dans le Godion et le Marais des Six Villes,,.
La Scarpe canalisée et une section canalisée de la Scarpe, d'une longueur de 67 km, prend sa source dans la commune de Arras et se jette  dans l'Escaut canalisée à Mortagne-du-Nord, après avoir traversé 34 communes.

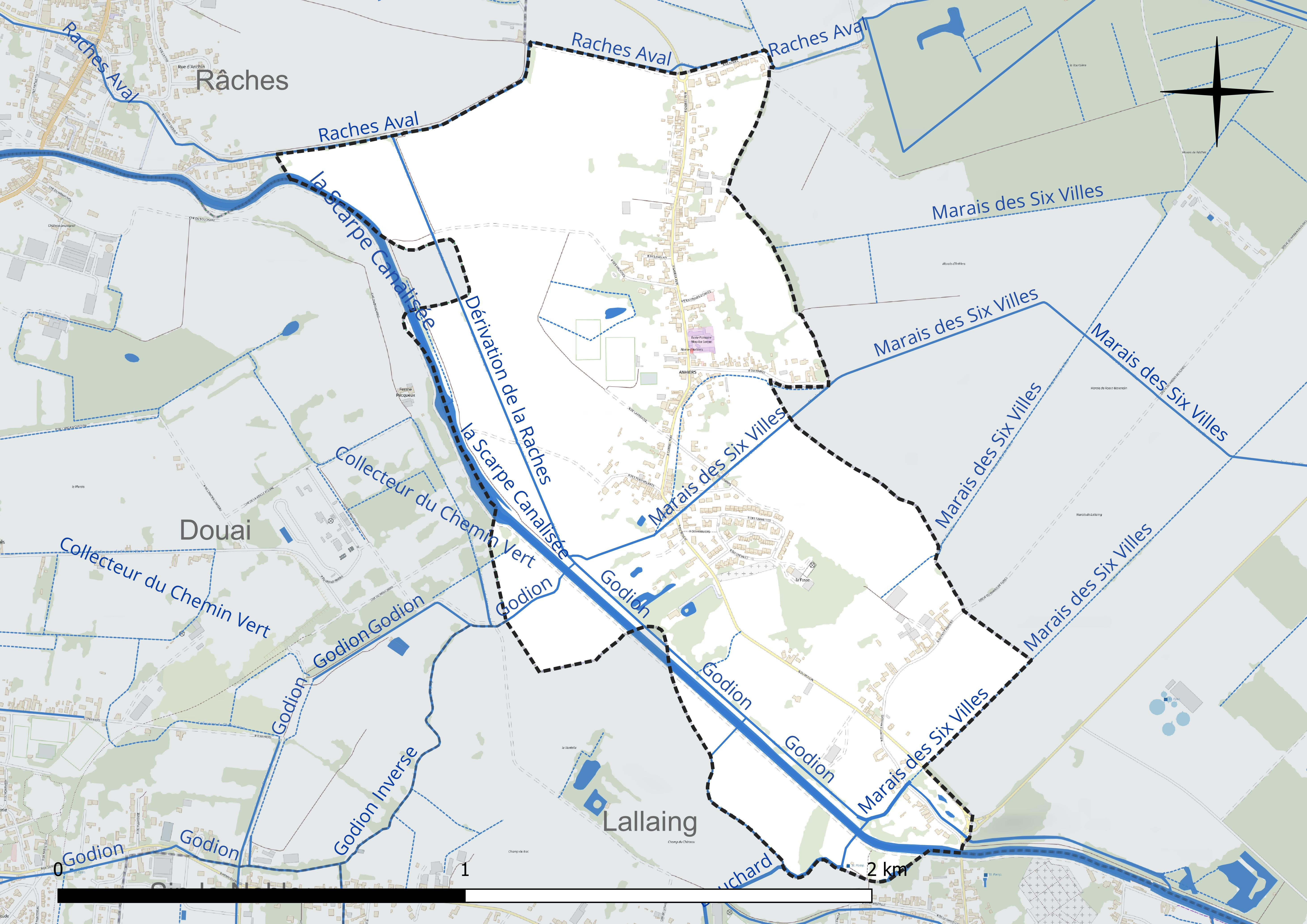
Réseau hydrographique d'Anhiers.

Le Raches Aval, d'une longueur de 13 km, prend sa source dans la commune de Roost-Warendin et se jette  dans la Scarpe canalisée à Marchiennes, après avoir traversé cinq communes.

#### Gestion et qualité des eaux
Le territoire communal est couvert par le schéma d'aménagement et de gestion des eaux (SAGE) « Scarpe aval ». Ce document de planification concerne un territoire de 624 km2 de superficie, délimité par le bassin versant de la Scarpe aval, comprenant la Pévèle, la plaine de la Scarpe et le bassin minier avec l'Ostrevent. Le périmètre a été arrêté le 18 mars 1997 et le SAGE proprement dit a été approuvé le 12 mars 2009, puis révisé le 5 juillet 2021. La structure porteuse de l'élaboration et de la mise en œuvre est le parc naturel régional Scarpe-Escaut.
La qualité des cours d'eau peut être consultée sur un site dédié géré par les agences de l'eau et l'Agence française pour la biodiversité.

### Climat
Pour des articles plus généraux, voir Climat des Hauts-de-France et Climat du Nord.
En 2010, le climat de la commune est de type climat océanique dégradé des plaines du Centre et du Nord, selon une étude du CNRS s'appuyant sur une série de données couvrant la période 1971-2000. En 2020, Météo-France publie une typologie des climats de la France métropolitaine dans laquelle la commune est exposée à un climat océanique et est dans la région climatique Nord-est du bassin Parisien, caractérisée par un ensoleillement médiocre, une pluviométrie moyenne régulièrement répartie au cours de l'année et un hiver froid (3 °C).
Pour la période 1971-2000, la température annuelle moyenne est de 10,6 °C, avec une amplitude thermique annuelle de 14,6 °C. Le cumul annuel moyen de précipitations est de 687 mm, avec 12 jours de précipitations en janvier et 8,9 jours en juillet. Pour la période 1991-2020, la température moyenne annuelle observée sur la station météorologique la plus proche, située sur la commune de Douai à 7 km à vol d'oiseau, est de 11,0 °C et le cumul annuel moyen de précipitations est de 729,2 mm,. Pour l'avenir, les paramètres climatiques de la commune estimés pour 2050 selon différents scénarios d'émission de gaz à effet de serre sont consultables sur un site dédié publié par Météo-France en novembre 2022.

## Urbanisme

### Typologie
Au 1er janvier 2024, Anhiers est catégorisée ceinture urbaine, selon la nouvelle grille communale de densité à sept niveaux définie par l'Insee en 2022.
Elle appartient à l'unité urbaine de Douai-Lens, une agglomération inter-départementale regroupant 67  communes, dont elle est une commune de la banlieue,,. Par ailleurs la commune fait partie de l'aire d'attraction de Douai, dont elle est une commune de la couronne,. Cette aire, qui regroupe 61 communes, est catégorisée dans les aires de 50 000 à moins de 200 000 habitants,.

### Occupation des sols
L'occupation des sols de la commune, telle qu'elle ressort de la base de données européenne d'occupation biophysique des sols Corine Land Cover (CLC), est marquée par l'importance des territoires agricoles (76,7 % en 2018), en diminution par rapport à 1990 (82 %). La répartition détaillée en 2018 est la suivante : 
terres arables (76,7 %), zones urbanisées (22,3 %), zones industrielles ou commerciales et réseaux de communication (1 %). L'évolution de l'occupation des sols de la commune et de ses infrastructures peut être observée sur les différentes représentations cartographiques du territoire : la carte de Cassini (XVIIIe siècle), la carte d'état-major (1820-1866) et les cartes ou photos aériennes de l'IGN pour la période actuelle (1950 à aujourd'hui).

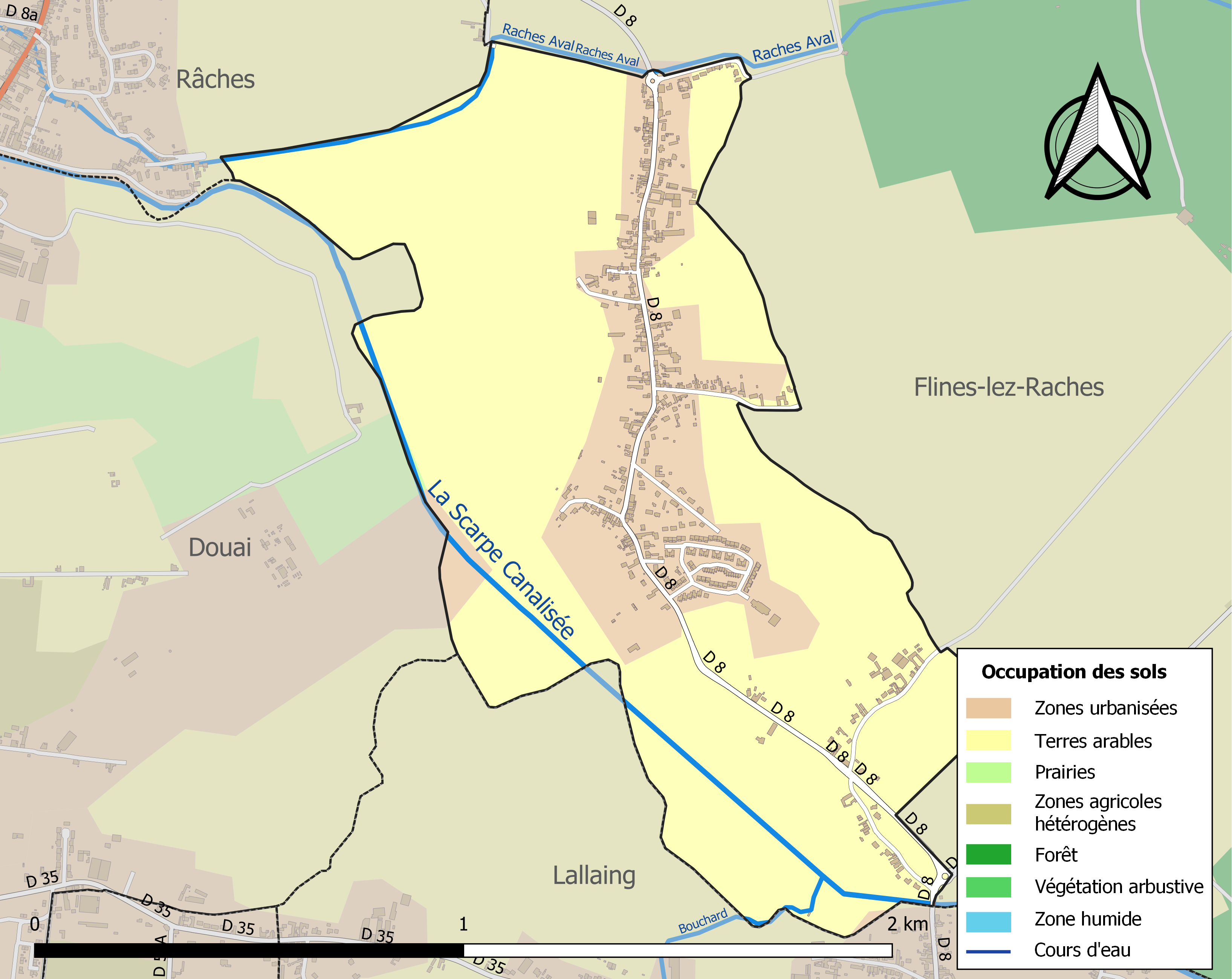
Carte des infrastructures et de l'occupation des sols de la commune en 2018 (CLC).

### Voies de communication et transports
La commune est desservie par les lignes 16, 17 et 118 du réseau de transport Évéole. Ces lignes de bus sont accessibles gratuitement depuis le 1er janvier 2022.

## Histoire
Mentionné pour la première fois en 1076, sous le nom de Anherium, le village appartient à la collégiale de Saint Amé de Douai de 1094 jusqu'à la Révolution. Le village tire également profit de la fondation de l'abbaye de Flines toute proche et bénéficie de la protection des châtelains de Raches.
À la fin du XIXe siècle, la découverte de charbon dans le sous-sol entraîne, en 1893, la constitution de la Société Houillère de Flines-lez-Raches dont une partie de la concession se trouve sur le territoire de la commune. Le village connaît alors une poussée démographique et une période de prospérité qui voit la construction de la mairie, de l'école et d'une église.
Après la fermeture des installations houillères, la construction d'un lotissement sur les friches industrielles a permis le maintien sur la place de la population de la commune. Anhiers conserve aujourd'hui un caractère rural tout en bénéficiant de l'implantation des zones industrielles toutes proches.

### Situation administrative

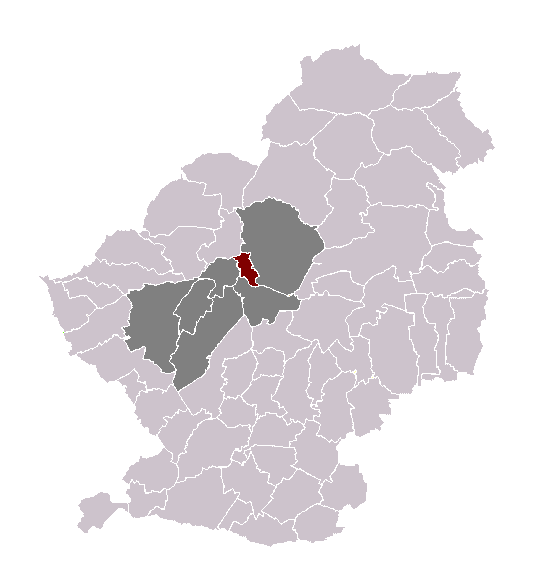
Anhiers dans son canton et son arrondissement.

## Politique et administration

### Tendances politiques et résultats
Lors du premier tour des élections municipales le 15 mars 2020, quinze sièges sont à pourvoir ; on dénombre 618 inscrits, dont 313 votants (50,65 %), 9 votes blancs (2,88 %) et 302 suffrages exprimés (96,49 %). Tous les sièges sont pourvus dès le premier tour, ce qui inclut également la maire sortante Nadine Vahé-Mortelette. Celle-ci récolte 292 voix, tous les autres candidats en ont obtenu plus,.

### Liste des maires
Maire de 1802 à 1807 : Deregnaucourt,.

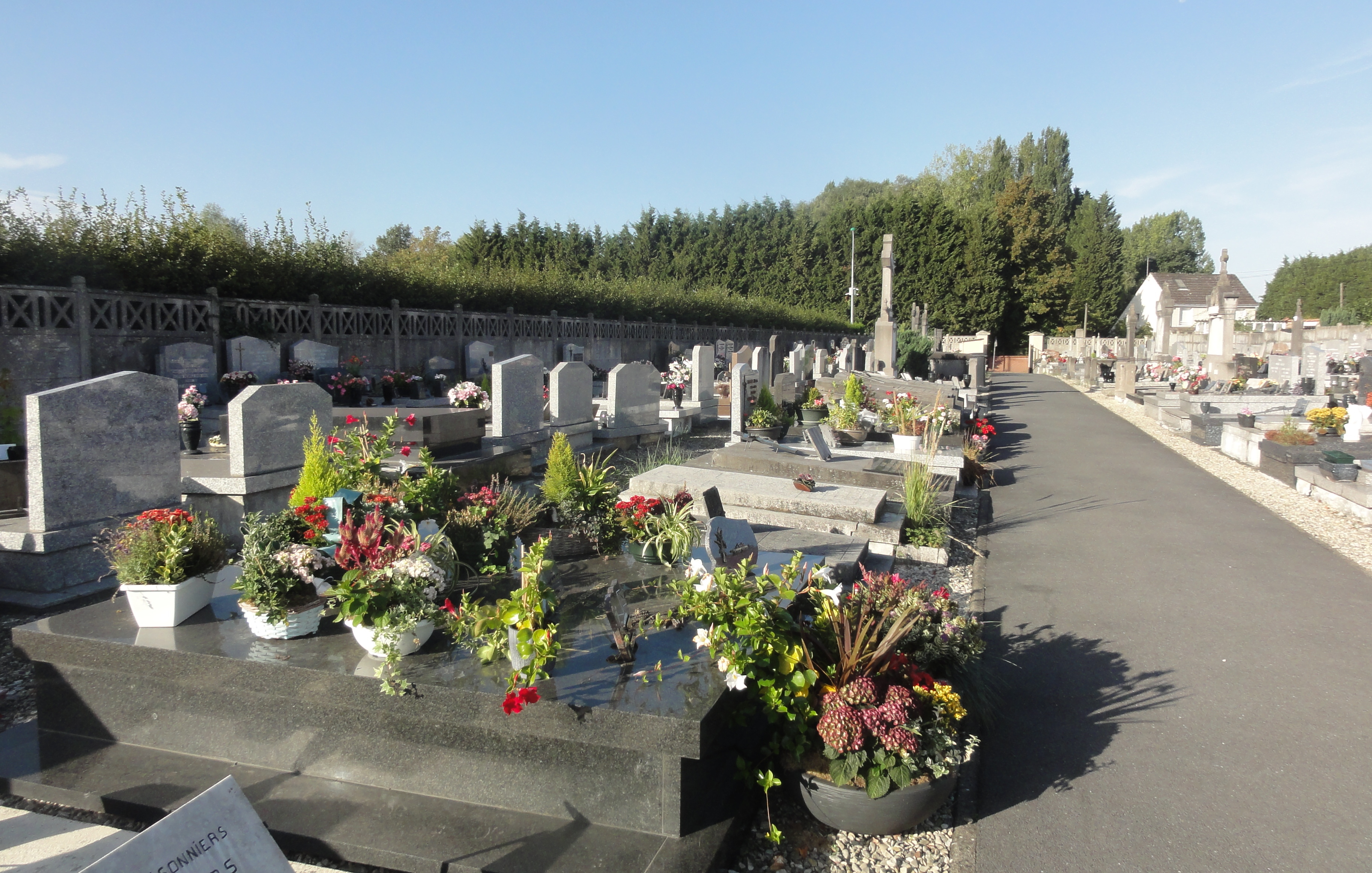
Tombe d'Achille Delporte au cimetière d'Anhiers.

Maire en 1808 : Guilmot.
| Identité                                                  | Période       | Période                               | Durée            | Étiquette                 | Fonction                                |
| Identité                                                  | Début         | Fin                                   | Durée            | Étiquette                 | Fonction                                |
| --------------------------------------------------------- | ------------- | ------------------------------------- | ---------------- | ------------------------- | --------------------------------------- |
| Constant Larose (d) (années 1830 - 31 mai 1872)           | années 1870   | 31 mai 1872 (mort en cours de mandat) |                  |                           |                                         |
| François Caby (d)                                         | juin 1872     | avril 1878 (démission)                | 5 ans et 10 mois |                           |                                         |
| François Cuisinier (d)                                    | avril 1878    | novembre 1878 (démission)             | 7 mois           |                           | Maire par intérim (d)                   |
| Louis Broutin (d)                                         | novembre 1878 | décembre 1878                         | 1 mois           |                           | Maire par intérim (d)                   |
| Nicolas Jeanbaptiste Delmer (d)                           | décembre 1878 | janvier 1881                          | 2 ans et 1 mois  |                           |                                         |
| François Caby (d)                                         | février 1881  | mai 1884                              | 3 ans et 3 mois  |                           |                                         |
| Augustin Coulmont (d)                                     | mai 1884      | mai 1892                              | 8 ans            |                           |                                         |
| Henri Wacquez (d)                                         | mai 1892      | mai 1896                              | 4 ans            |                           |                                         |
| Paul Cuisinier (d)                                        | mai 1896      | XXe siècle                            |                  |                           |                                         |
| Robert Dujardin (d) (31 octobre 1902 - 20 mai 1999)       | 1937          | 1939 (révocation (en)                 | 2 ans            | Parti communiste français |                                         |
| Louis Noé (d)                                             | mai 1941      |                                       |                  |                           | Président de la délégation spéciale (d) |
| Robert Dujardin (d) (31 octobre 1902 - 20 mai 1999)       | 1945          | 1977                                  | 32 ans           | Parti communiste français |                                         |
| Christiane Leblanc (d)                                    | mars 1977     | juin 1995                             | 18 ans et 3 mois |                           |                                         |
| Achille Delporte (d), (20 février 1936 - 25 juillet 2019) | juin 1995     | mars 2014                             | 18 ans et 9 mois | Parti communiste français |                                         |
| Nadine Vahé-Mortelette (d), (née le 28 août 1959)         | mars 2014     | En cours                              | 11 ans           | Parti communiste français |                                         |

## Population et société

### Démographie

#### Évolution démographique
L'évolution du nombre d'habitants est connue à travers les recensements de la population effectués dans la commune depuis 1793. Pour les communes de moins de 10 000 habitants, une enquête de recensement portant sur toute la population est réalisée tous les cinq ans, les populations de référence des années intermédiaires étant quant à elles estimées par interpolation ou extrapolation. Pour la commune, le premier recensement exhaustif entrant dans le cadre du nouveau dispositif a été réalisé en 2006.

En 2022, la commune comptait 895 habitants, en évolution de −1 % par rapport à 2016 (Nord : +0,51 %, France hors Mayotte : +2,11 %).
| 1793 | 1800 | 1806 | 1821 | 1831 | 1836 | 1841 | 1846 | 1851 |
| ---- | ---- | ---- | ---- | ---- | ---- | ---- | ---- | ---- |
| 231  | 246  | 299  | 348  | 347  | 385  | 384  | 400  | 421  |

| 1856 | 1861 | 1866 | 1872 | 1876 | 1881 | 1886 | 1891 | 1896 |
| ---- | ---- | ---- | ---- | ---- | ---- | ---- | ---- | ---- |
| 413  | 410  | 465  | 436  | 451  | 418  | 421  | 409  | 428  |

| 1901 | 1906 | 1911 | 1921 | 1926 | 1931 | 1936 | 1946 | 1954 |
| ---- | ---- | ---- | ---- | ---- | ---- | ---- | ---- | ---- |
| 617  | 690  | 733  | 617  | 656  | 669  | 684  | 727  | 908  |

| 1962 | 1968 | 1975 | 1982 | 1990 | 1999 | 2006 | 2011 | 2016 |
| ---- | ---- | ---- | ---- | ---- | ---- | ---- | ---- | ---- |
| 888  | 777  | 754  | 687  | 954  | 985  | 993  | 959  | 904  |

| 2021 | 2022 | - | - | - | - | - | - | - |
| ---- | ---- | - | - | - | - | - | - | - |
| 893  | 895  | - | - | - | - | - | - | - |

#### Pyramide des âges
La population de la commune est relativement jeune.
En 2018, le taux de personnes d'un âge inférieur à 30 ans s'élève à 39,6 %, soit au-dessus de la moyenne départementale (39,5 %). À l'inverse, le taux de personnes d'âge supérieur à 60 ans est de 20,2 % la même année, alors qu'il est de 22,5 % au niveau départemental.
En 2018, la commune comptait 447 hommes pour 447 femmes, soit un taux de 50 % de femmes, légèrement inférieur au taux départemental (51,77 %).
Les pyramides des âges de la commune et du département s'établissent comme suit.
| Hommes | Classe d’âge | Femmes |
| ------ | ------------ | ------ |
| 0,5    | 90 ou +      | 0,0    |
| 5,6    | 75-89 ans    | 8,6    |
| 13,2   | 60-74 ans    | 12,6   |
| 20,7   | 45-59 ans    | 21,3   |
| 19,8   | 30-44 ans    | 18,5   |
| 19,4   | 15-29 ans    | 17,6   |
| 20,8   | 0-14 ans     | 21,4   |

| Hommes | Classe d’âge | Femmes |
| ------ | ------------ | ------ |
| 0,5    | 90 ou +      | 1,4    |
| 5,3    | 75-89 ans    | 8,1    |
| 14,8   | 60-74 ans    | 16,2   |
| 19,1   | 45-59 ans    | 18,4   |
| 19,5   | 30-44 ans    | 18,7   |
| 20,7   | 15-29 ans    | 19,1   |
| 20,2   | 0-14 ans     | 18     |

### Enseignement
Anhiers fait partie de l'académie de Lille.

## Culture et patrimoine

### Lieux et monuments

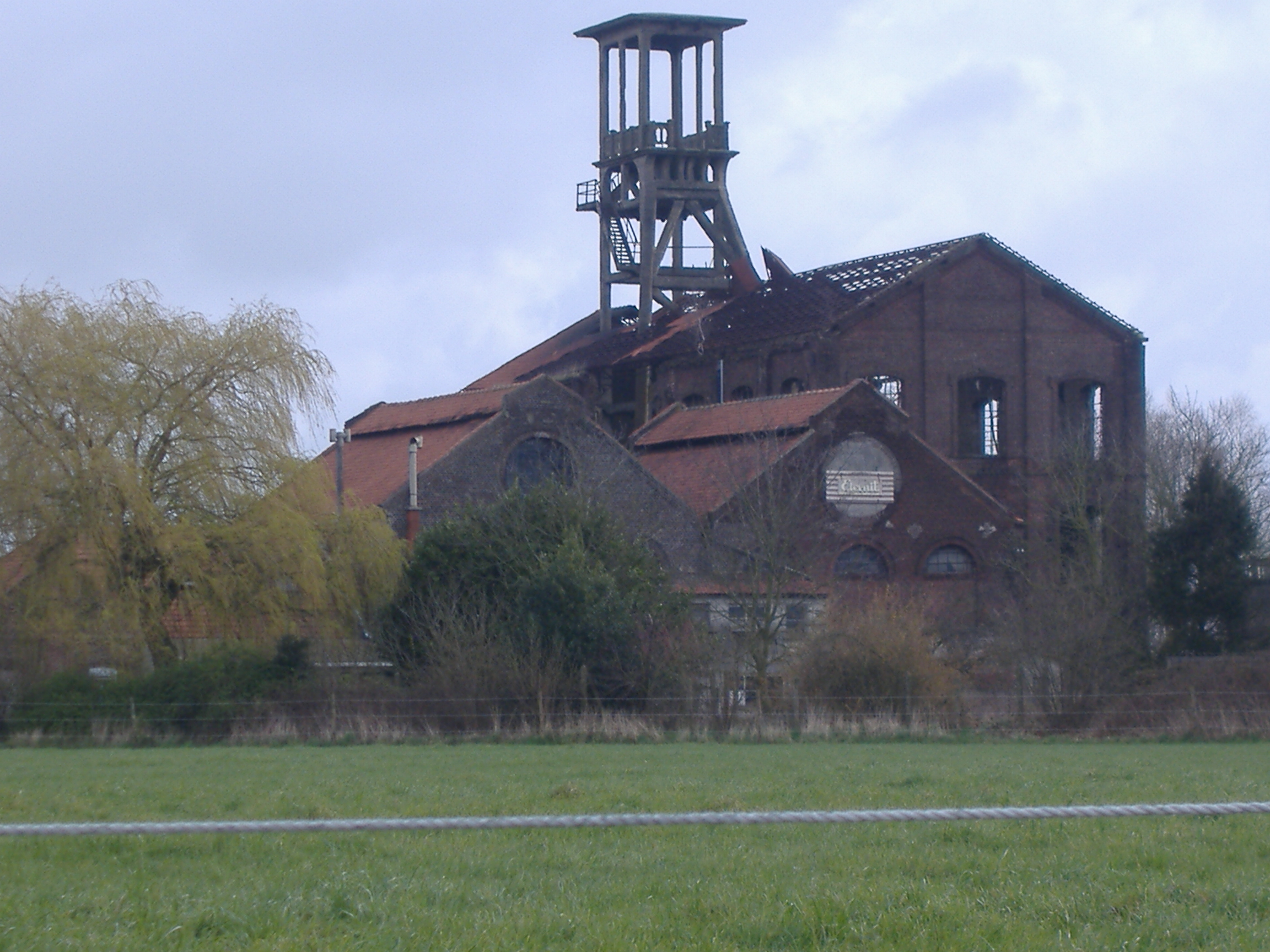
La fosse no 2 de la Compagnie des mines de Flines.

- Église Saint-Jean-Baptiste reconstruite dans les années 1980.
- La fosse no 2 des mines de Flines puis d'Aniche a été classée le 30 juin 2012 au patrimoine mondial de l'Unesco[40].

### Héraldique
| Blason d'Anhiers | Les armes d'Anhiers se blasonnent ainsi : « Coupé d'or sur azur, à trois fleurs de lis de l'un en l'autre. » |

## Pour approfondir